# Tossal de Sant Roc
El Tossal de Sant Roc és una muntanya de 1.588 metres que es troba al municipi del Pont de Suert, a la comarca catalana de l'Alta Ribagorça.